# Joanna Troikowicz
Joanna Balladyna Troikowicz, född 3 oktober 1952 i Krakow i Polen, är en polsk-svensk skulptör, designer och målare. Hon är bosatt och verksam i Sverige sedan 1977.

## Biografi
Joanna Troikowicz har studerat vid Konstgymnasium (extra diploma i skulptur), Krakow 1967–1972, Konstakademi, MA-diploma, ateljé prof. M. Konieczny, Krakow 1972–1975, Pedagogiska Högskolan för Konstnärer (Studium Pedagogiczne dla Artystow), Krakow 1975-1977 samt Konsthögskolan i Stockholm (skulptur) 1977–1980.
Hon har under många år arbetat som lärare på många skolor i Sverige och Finland som Konsthögskolan i Stockholm, KTH-Arkitektur och Folkhögskolan, Åland
Joanna Troikowicz arbetar från små former, plaketter och medaljer till monumentala skulpturer i offentlig miljö, men även med teckningar och målningar. Hon har haft många separata och samlings utställningar i Sverige, Finland, Polen, Japan, USA.

### Offentliga uppdrag

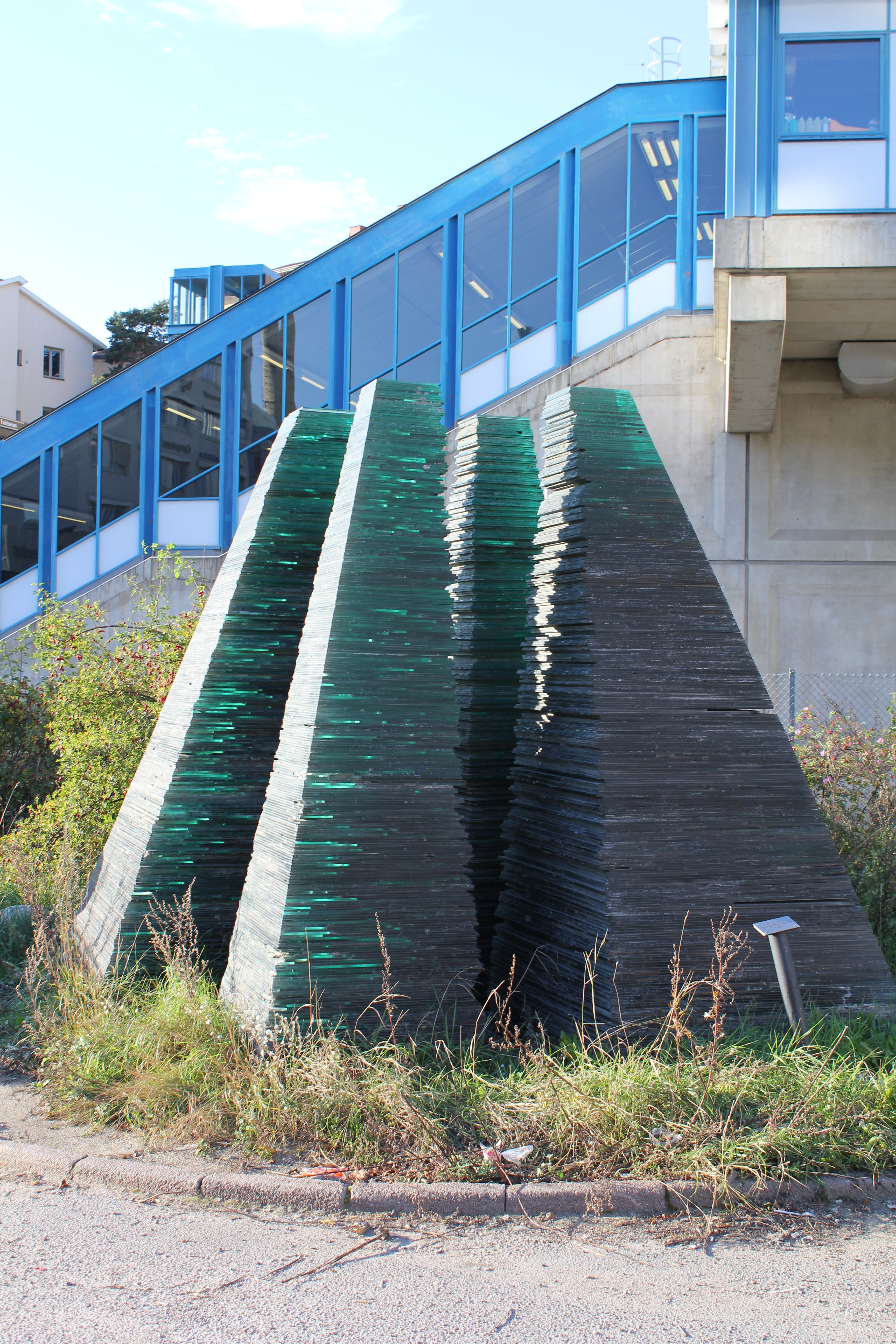
Isfantasi, fristående skulptur vid Globens tunnelbana.

- Liggande kvinna, stenskulptur i parken Ostrowiec i Polen 1974
- Fågel, stenskulptur för Militärsjukhuset i Krakow 1975
- Entré i vårdcentralen, Spånga centrum 1985
- Entré i fastigheter på Söder, två stycken väggutsmyckningar, Stockholm 1986 och 1987
- Gården på Söder, Stockholm, 1987
- Konstnärlig utsmyckning (stängslet), Isfantasi, 149 meter lång på tunnelbanestationen Globen i Johanneshov 1989
- Entré för KV Hallen (vårdcentralen), Solna 1990
- Skulptur för Rydaholm, Rydaholms aln, i Värnamo kommun 1991
- Spelkort, fem stora skulpturer i Älvsjöbadet, Stockholm 1992
- Ankaret, skulptur i Haninge, Stockholm 1994 (terrazzobetong och 18k bladguld)
- Havets rike, marmorreliefer till nio portar i Hammarbys nya bostadsområde, Stockholm 1994

### Priser och utmärkelser
- Grand Prix Kongress F.I.D.E.M. De Hagg, Holand, 1998
- Innovation Prize, 1- st International Biennal of Contemporary Medal of Seixal, Portugal, 1999
- “Selezioni di merito”, XIV Biennale Internationale Dantesca “Dante Europeo”, Ravenna, Italien, 2003

### Representation i urval[4][5]
- Muzeum Sztuki Medalierskiej (Moderna Medalj Museet), Wroclaw, Polen 1979
- Stockholms kommun, Landstinget, Konstråd
- Örebro kommun
- Kungliga Myntkabinettet, Stockholm
- The Brithish Museum (Department of Coins and Medals), London 1987
- Konstsamling i The Art Institute of Kankaanpää, Finland, 1999
- Museum Minci a Medali Kremnica, Slovakien 2000
- Privata samlingar i Polen, Sverige, Finland, Italien, Japan, Slovakien och USA

## Bildgalleri

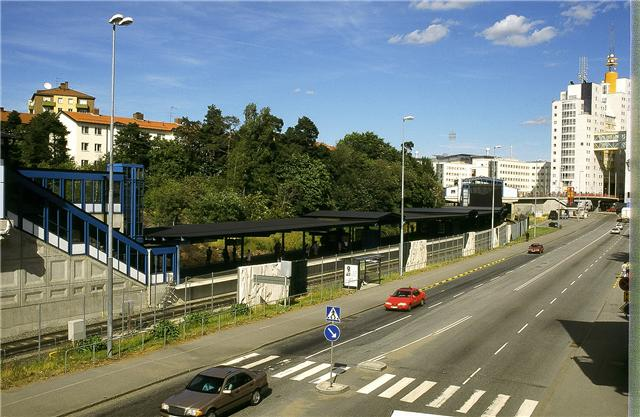
Isfantasi, Globen, tunnelbanestationstängslet 1988
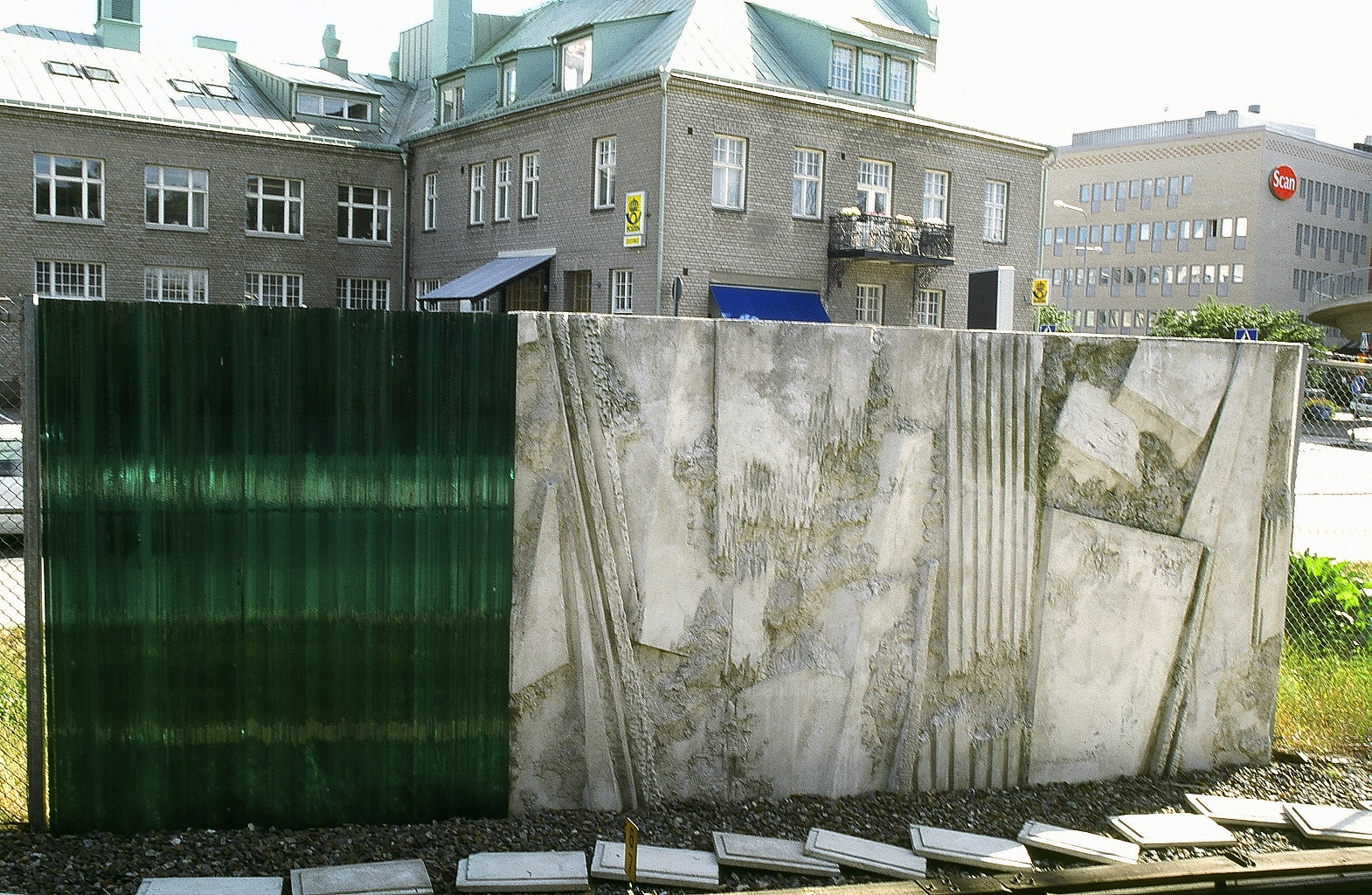
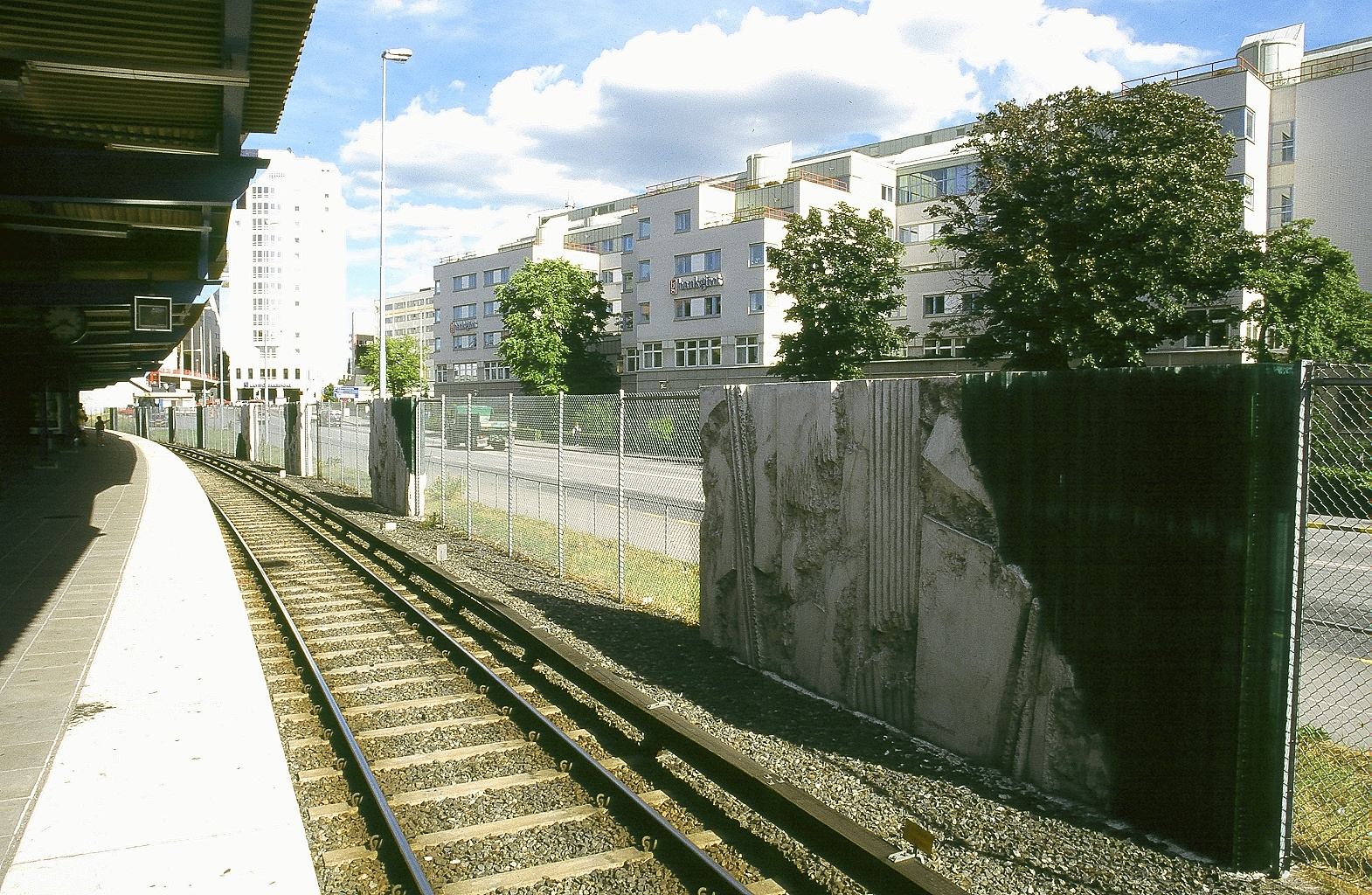
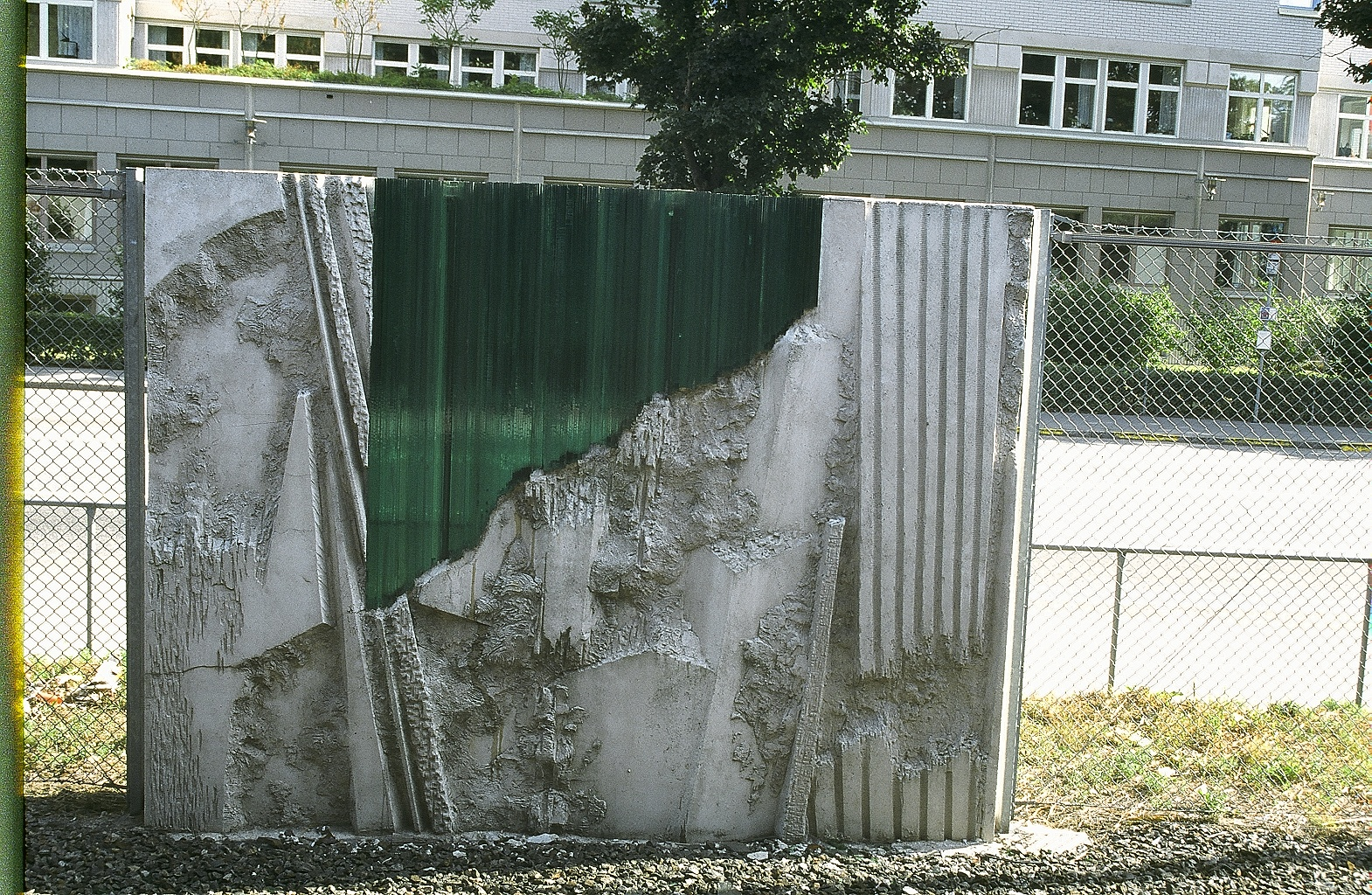